# Fáth Imre
Fáth Imre, Frank Imre (Zenta, 1896. november 28. – Budapest, Józsefváros, 1944. január 19.) író, újságíró.

## Élete
Frank József és Auspitz Paula (1876–1944) fia. Szülei voltak az elsők Zentán, akik polgári házasságot kötöttek, 1895. október 15-én. A Zentai Állami Főgimnáziumban érettségizett. Tanulmányait a Budapesti Tudományegyetemen folytatta, ahol jogi végzettséget szerzett, majd ugyanott ügyvédi diplomát is kapott, azonban ügyvédi gyakorlatot nem végzett. A Szabadkán megjelenő Bácsmegyei Napló külső munkatársa lett. Elbeszélései, versei az Új Időkben és A Hétben jelentek meg. Írt színdarabokat is, ezek közül a Marion című darabját 1930-ban az Új Színház mutatta be nagy sikerrel.
Első felesége Kotányi Klára (1898–1969) zongoraművész- és tanár volt, Kotányi Rezső bankigazgató lánya, akit 1924. június 14-én Budapesten, a Terézvárosban vett nőül. Második házastársa Kardos Matild volt.
A Farkasréti temetőben helyezték nyugalomra. Sírját később felszámolták.

## Főbb művei
- Boszorkánymese. Ill. Végh Gusztáv. (versek, Budapest, 1925)
- Mr. Murphy furcsa tréfája (regény, Budapest, 1935)
- Lulu (László Miklóssal, egyfelvonásos vígjáték, 1938)
- Egy nap az egész élet (regény, 1938)
- Forradalom a VI/b.-ben. Ill. Janovics István. (regény, Budapest, 1940, 2. kiadás: 1941)